# 川目太郎
川目 太郎（かわめ たろう、1895年（明治28年）10月15日 - 1950年（昭和25年）5月12日）は、大日本帝国陸軍の軍人。最終階級は陸軍少将。

## 経歴
1895年（明治28年）に埼玉県で生まれた。陸軍士官学校第30期、陸軍大学校第41期卒業。1938年（昭和13年）12月に第3軍参謀（情報主任）に就任し、1939年（昭和14年）8月に陸軍砲兵大佐に進級した。1941年（昭和16年）11月に第8師団参謀長（関東軍・第20軍）に転じ、鶏寧に位置した。
1943年（昭和18年）8月に陸軍少将に進級し、1944年（昭和19年）2月に第20軍参謀長（関東軍・第1方面軍）に着任。1945年（昭和20年）6月15日に第34軍参謀長（関東軍）に転じ、終戦時は咸興に位置した。終戦後にはソ連に抑留された。1948年（昭和23年）1月31日、公職追放仮指定を受けた。ハバロフスク地方で死去した。